# Kristin Halvorsen
Kristin Halvorsen (Horten, 2 september 1960) is een Noors politica. Tussen 1997 en 2012 was zij partijleider van de Sosialistisk Venstreparti In die periode was Halvorsen twee keer minister in het kabinet-Stoltenberg II.

## Biografie
Halvorsen werd geboren in Horten, maar groeide op in Porsgrunn in de provincie Telemark. Haar vader was directeur, haar moeder docent. Na haar middelbare school studeerde ze een aantal jaar aan de Universiteit van Oslo zonder een studie af te maken. Ze werkte een aantal jaar als secretaresse op een advocatenkantoor voordat ze zich volledig aan de politiek ging wijden. 
Ze was actief in de jongerenorganisatie van SV en werd in 1989 voor het eerst in de Storting gekozen voor het kiesdistrict Oslo. In 1997 volgde zij Erik Solheim op als partijleider van SV.
Na de overwinning van de rood-groene coalitie bij de verkiezingen in 2005 kwam SV voor het eerst in de geschiedenis in de regering. Halvorsen werd vice-premier en de eerste vrouwelijke minister van Financiën van Noorwegen. In 2009 wisselde ze Financiën voor de portefeuille Onderwijs. In 2012 trad zij terug als partijleider. In 2013 stelde zij zich ook niet meer verkiesbaar voor de Storting. Na afloop van haar ministerschap werd Halvorsen in 2014 benoemd tot directeur van CICERO, een klimaatonderzoeksinstituut van de universiteit in Oslo. 
- Bibsys: 4101929
- Gemeinsame Normdatei: 1046384473
- International Standard Name Identifier: 0000 0000 4831 4325
- Library of Congress Control Number: n2005025719
- Système universitaire de documentation: 168631180
- Virtual International Authority File: 19086827
- WorldCat: E39PBJq6RVHqBdPGC3C9p4RYfq